# Fried Walter
Fried Walter, pseudoniem van Walter Schmidt, (Ottendorf-Okrilla, bij Dresden, 19 december 1907 – Berlijn, 8 april 1996) was een Duits componist en dirigent.

## Levensloop
Walter deed eerst een opleiding tot leraar in Bautzen in Saksen. Tegelijkertijd volgde hij muziekstudies aan de Orchesterschule van de Staatskapelle Dresden in Dresden in de vakken piano, cello, orgel, orkestdirectie en hoorn. Zijn hoofdleraar was daar Kurt Striegler.
In 1924 werd hij als theorie- en dirigeerleerling aan de opera in Dresden opgenomen. Daarna was hij als correpetitor aan het Landestheater in Gotha werkzaam, en aansluitend als kapelmeester in Gera bij de vorsten zu Reuss en in Eisenach. In 1929 vertrok hij naar Berlijn. Da speelde hij eerst als pianist in bioscopen. Van 1929 tot 1931 was hij student aan de Akademie der Künste in de masterclass van Arnold Schönberg. Daarna bewerkte hij verschillende composities, onder andere ook voor de zanggroep Comedian Harmonists en andere zang-ensembles zoals Humoresk Melodios (een mannenkwartet) en de Allotrias (een vrouwenkwartet). Later werd hij vrije medewerker van de Rundfunksender Leipzig.
Het volgden reizen van stad tot stad en van land tot land. Zo was hij onder andere ook in Amsterdam en van daaruit kwam hij naar Stockholm. Hier kreeg hij gelegenheid, zijn tijdens de reizen gecomponeerde opera Königin Elisabeth (Koningin Elisabeth) voor te spelen. De opera werd straks aangenomen en in november 1939 was de première in aan wezenheid van de Zweedse Koning Gustaaf V van Zweden. Een jaar later volgde de opera Andreas Wolfius aan de Staatsopera Berlijn op 19 december 1940. De successen met deze opera's zorgden ervoor dat zich mannen zoals Heinz Tietjen voor hem inzetten en hij als gevolg daarvan geen militaire dienst moest doen.
Er volgden uitvoeringen van zijn opera's ook in Hamburg en Berlijn.
Na de Tweede Wereldoorlog werkte hij eerst als correpetitor en concertpianist aan de Berlijnse Staatsoper in de zogenoemde Admiralspalast. Daar ging ook zijn ballet Der Pfeil in première en hij dirigeerde het orkest zelf. Van 1947 tot 1972 was hij dirigent, verantwoordelijk voor het programma, arrangeur en producent bij de RIAS (Rundfunk Im Amerikanischen Sektor Berlijn).
Als componist schreef hij voor verschillende genres.
In zijn geboortedorp Ottendorf-Okrilla is een straat naar hem vernoemd.

## Composities
| Voltooid in | titel                  | aktes   | première | libretto                                                     |
| ----------- | ---------------------- | ------- | -------- | ------------------------------------------------------------ |
| 1939        | Königin Elisabeth      |         |          |                                                              |
| 1940        | Andreas Wolfius        |         |          |                                                              |
| 1943        | Die Dorfmusik          | 4 aktes |          | P. Beyer en E. Tram                                          |
|             | Die feindlichen Brüder | 1 akte  |          | van de componist naar de bijbel, 1e boek Moses: Kaïn en Abel |

| Voltooid in | titel             | aktes   | première | libretto       | choreografie |
| ----------- | ----------------- | ------- | -------- | -------------- | ------------ |
| 1947        | Der Pfeil         |         |          |                |              |
|             | Cleopatra, op. 22 | 3 aktes |          | Alice Zwickler |              |